# Lise Vogel
Lise Vogel (Nova York, 1938) és una sociòloga i historiadora de l'art estatunidenca i una pensadora feminista marxista reconeguda per ser una de les principals fundadores de la «teoria de la reproducció social». També ha participat en moviment socials com el Moviment afroamericà pels drets civils, el Women's Lib, l'Student Nonviolent Coordinating Committee a Mississipi i el Bread & Roses a Boston.

## Biografia
Lise Vogel va néixer a Nova York. El seu pare, Sidney Vogel, va ser un metge estatunidenc que durant la Guerra Civil espanyola es va allistar com a voluntari al Batalló Lincoln. Criada en una família d'esquerres durant la Guerra Freda, va aprendre des de jove a pensar críticament i a qüestionar la manera com la societat funciona.
Es va doctorar en Història d'Art a la Universitat Harvard el 1968 i va començar a ensenyar a la Universitat Brown. A The Column of Antoninus Pius, sobre l'escultura en relleu a l'Imperi Romà, així com en alguns dels seus primers articles sobre història de l'art, va ser pionera en incorporar la perspectiva feminista.
El 1976, va començar un segon doctorat a la Universitat Brandeis en Sociologia, culminat el 1981, dos anys abans de publicar la seva obra més influent: Marxism and the Oppression of Women: Toward a Unitary Theory. Després, va fer classes de Sociologia a la Universitat Rider de Lawrenceville fins a la seva jubilació el 2003.

## Pensament
En migrar al camp de la sociologia, va estudiar la tradició marxista en relació amb la «qüestió de la dona» analitzant els textos més rellevants, així com l'evolució de les posicions del pensament marxista sobre aquest tema i identificant dos llegats contradictoris que havien coexistit des de l'inici del marxisme. A més, va participar en debats crucials dins del feminisme socialista, com el del treball domèstic i el problema de com articular marxisme i feminisme.
Després de la publicació de Marxism and the Oppression of Women: Toward a Unitary Theory, va continuar treballant en el desenvolupament de la teoria feminista marxista, enfocant-se en la família, la maternitat, el lloc de treball i les polítiques de gènere, entre altres aspectes. Va analitzar els debats entre les perspectives de la igualtat i de la diferència en relació amb la llicència per maternitat i altres polítiques públiques, una recerca que es desenvolupa en el seu llibre Mothers on the Job: Maternity Policy in the US Workplace (1993), així com en nombrosos articles, alguns inclosos a Woman Questions: Essays for Materialist Feminism (1995).

### Contribucions al feminisme marxista
Les feministes havien assumit generalment que «la teoria marxista clàssica tenia poc a dir sobre l'opressió de les dones i el que s'havia dit estava equivocat». Això va portar a l'adopció d'una «teoria del sistema dual» per part de la majoria de les feministes socialistes, amb dues estructures autònomes i paral·leles d'opressió: patriarcat i capitalisme, un enfocament en què el marxisme, segons l'economista Heidi Hartmann, només podia explicar l'explotació social però no l'opressió de les dones i, per tant, s'havia de combinar necessàriament amb el feminisme per a explicar l'opressió patriarcal de la dona. Per contra, Vogel argumenta que no hi ha necessitat d'«una nova síntesi entre socialisme i feminisme, sinó que és la teoria marxista mateixa la que s'ha de desenvolupar i la pràctica socialista la que s'ha de transformar».

Vogel revisa els textos més importants sobre la qüestió de la dona en el marxisme i identifica dos llegats que han conviscut: la perspectiva del sistema dual i la perspectiva de la reproducció social. L'enfocament del sistema dual entén l'opressió de les dones com a derivada de «la seva situació dins un sistema autònom de divisió sexual del treball i supremacia masculina», considerant la classe i el gènere com a dues estructures autònomes. L'opressió de les dones i l'opressió de classe es consideren essencialment independents i hi ha la idea implícita que dos motors impulsen el desenvolupament de la història: la lluita de classes i la guerra de sexes. Aquest caràcter dual es pot veure, per exemple, al passatge sovint citat del prefaci a la primera edició de L'origen de la família, la propietat privada i l'estat de Friedrich Engels:
Segons la concepció materialista, el factor determinant de la història és, en darrera instància, la producció i la reproducció de la vida immediata. Però aquesta producció i reproducció són de dues classes. D'una banda, la producció dels mitjans d'existència, aliments, roba, habitatge i eines necessàries per produir tot això. D'altra banda, la producció dels mateixos éssers humans, la continuació de l'espècie. L'organització social en què viuen les persones en una època històrica en particular i en un país concret està determinada pels dos tipus de producció: pel grau de desenvolupament del treball, d'una banda, i de la família, de l'altra.
Aquest llegat va continuar amb les obres d'August Bebel, Eleanor Marx i Edward Aveling i ha estat heretat per les feministes socialistes del sistema dual.
Per contra, Vogel sosté que la perspectiva de la reproducció social prové d'El capital de Karl Marx i consisteix en la idea que «l'opressió de les dones té l'origen en la ubicació diferencial de les dones dins de la reproducció social en conjunt». Segons aquest enfocament, la lluita de classes seria la dinàmica central del desenvolupament social, i la principal característica d'una societat de classes continuaria essent l'apropiació del treball excedent per part de la classe dominant. No obstant això, aquesta apropiació requeriria la renovació constant de la classe treballadora i del relleu generacional, en què les dones tenen un paper vital.
Tot i situar les arrels d'aquesta perspectiva a El capital, és important assenyalar que Karl Marx no s'ocupa de la posició de la dona, ni esmenta el treball domèstic o reproductiu a la secció d'El capital dedicada a la reproducció simple, on es presenta la idea de reproducció social. Tot i això, introdueix la idea que la producció capitalista necessita la reproducció constant dels treballadors a través de la transformació dels mitjans de subsistència en força de treball. L'aportació de Vogel és precisament situar l'opressió de les dones i el treball domèstic en aquest esquema, fundant el que després s'anomenaria la «teoria de la reproducció social». Tanmateix, sosté que alguns marxistes com Lenin i Clara Zetkin ja havien concebut la qüestió de la dona des del punt de vista de la reproducció de la força de treball. Per tant, aquest enfocament també es pot considerar una tradició del marxisme. El desenvolupament de la perspectiva de la reproducció social es pot considerar la principal contribució de Vogel a la teoria marxista-feminista.
Pel que fa al debat sobre el treball domèstic, Vogel el conceptualitza com «el treball necessari que reprodueix la força de treball». Assenyala que, com a treball reproductiu, no produeix plusvàlua sinó només valor d'ús. Per tant, no encaixa a la categoria marxista de treball productiu. I sosté que, en canvi, s'hauria de situar a la categoria marxista de «treball necessari», atès que «el treball domèstic és la part del treball necessari que es realitza fora de l'esfera de la producció capitalista. Perquè es produeixi la reproducció de la força de treball, calen tant els components domèstics com els socials de la feina necessària».
Pel que fa als debats entre els feminismes de la igualtat i de la diferència i les polítiques de gènere, Vogel analitza les posicions de cada perspectiva i els arguments cada costat. D'una banda, l'enfocament de la igualtat sosté que homes i dones han de ser tractats igual i, per tant, sosté que la llicència per maternitat s'ha de regular com qualsevol altra llicència mèdica, reclamant una llicència amb protecció laboral disponible per a tots els treballadors temporalment incapacitats. D'altra banda, l'enfocament de la diferència afirma que calen drets especials per a les dones, inclosa una protecció específica per a la llicència de maternitat, per aconseguir una igualtat real. Vogel es posiciona a favor de transcendir aquest debat, proposant una perspectiva de neutralitat de gènere basada en el concepte de diversitat que combina el respecte per les diferències amb el compromís amb la igualtat utilitzant normes legals neutrals al gènere. La idea és que en una societat diversa, en què diferents individus o grups humans tenen necessitats i responsabilitats especials, la igualtat és compatible amb adaptacions particulars, fet que no s'ha de reduir a la diferència de gènere.

## Crítiques
La sociòloga Johanna Brenner, si bé reconeix el valor de l'obra de Vogel, afirma que la perspectiva de la reproducció social no explica la resistència sistemàtica dels homes a la igualtat i no aborda la qüestió de perquè el resultat de la lluita de classes sembla derivar gairebé universalment en un sistema familiar amb els homes al poder. També comenta que la proposta de Vogel, fins a cert punt, ignora el conflicte entre els interessos d'homes i dones, així com les relacions de poder entre homes i dones de la classe treballadora.
Una altra autora que va criticar l'enfocament de la reproducció social és la filòsofa Himani Bannerji, que adverteix que, a causa de la gran influència que rep Vogel de l'estructuralisme, aquesta perspectiva és incapaç de comprendre el paper de la subjectivitat política: en prestar atenció a les estructures existents de la societat, les feministes de la reproducció social deixen sense explorar els processos a través dels quals aquestes estructures van arribar a ser com són, perdent el sentit de la història. A més, Bannerji afirma que a causa d'una lectura economicista d'El capital i també com a resultat de la seva tendència a l'abstracció, les feministes marxistes no presten prou atenció a la raça i a l'ètnia, i ignoren «l'especificitat de l'explotació diferencial que hi ha en una organització econòmica, i ni tan sols funcionalment apliquen les categories de raça i ètnia ni presten atenció a les pràctiques racistes per augmentar la comprensió del capital».

## Obra publicada
- Woman Questions: Essays for a Materialist Feminism. Routledge and Pluto Press, 1995
- Mothers on the Job: Maternity Policy in the U.S. Workplace. Rutgers University Press, 1993
- Marxism and the Oppression of Women: Toward a Unitary Theory. Brill/Haymarket, 1983
- The Column of Antoninus Pius. Loeb Classical Monographs. Cambridge: Harvard University Press, 1973